# Epitoxis duplicata
Epitoxis duplicata är en fjärilsart som beskrevs av M.Gaede 1926. Epitoxis duplicata ingår i släktet Epitoxis och familjen björnspinnare. Inga underarter finns listade i Catalogue of Life.